# Hard Truths
Hard Truths is een Brits-Spaans-Franse dramafilm uit 2024, geschreven en geregisseerd door Mike Leigh. De hoofdrollen worden vertolkt door Marianne Jean-Baptiste en Michele Austin.

## Verhaal
Het verhaal speelt zich af in Londen en volgt de benarde situatie van de depressieve, middelbare vrouw Pansy en haar relatie met haar naasten, alsook de afbrokkelende relatie met haar vrolijke zus Chantelle, die qua stemming net het tegenovergestelde van haar is.

## Rolverdeling
| Acteur                 | Personage |
| ---------------------- | --------- |
| Marianne Jean-Baptiste | Pansy     |
| Michele Austin         | Chantelle |
| Llewella Gideon        | klant     |
| David Webber           | Curtley   |
| Bryony Miller          | Anna      |
| Tiwa Lade              | Savannah  |

## Productie
Hard Truths is de eerste film van Leigh in een hedendaagse setting in meer dan tien jaar. Zijn laatste twee speelfilms, Mr. Turner en Peterloo, waren historische drama's. Leigh werkte weer samen met de Britse actrice Marianne Jean-Baptiste, die eerder al meespeelde in de Oscar-genomineerde speelfilm Secrets & Lies uit 1996. Leigh werd achter de camera vergezeld door vaste crewleden, waaronder producer Georgina Lowe, cameraman Dick Pope, kostuumontwerper Jacqueline Durran, production designer Suzie Davis, componist Gary Yershon en casting director Nina Gold. 
De film is een coproductie van Thin Man Films en The Mediapro Studio, medegefinancierd door Film4 in samenwerking met Creativity Media. Bleecker Street bracht de film in de bioscoop uit in de Verenigde Staten, Studiocanal in het Verenigd Koninkrijk en Cornerstone Films verzorgt de internationale verkoop.

### Filmopnames
De filmopnames gingen in mei 2023 van start in Londen. Ze waren oorspronkelijk voorzien om te starten in 2020 maar werden uitgesteld wegens de coronapandemie.

## Release
Hard Truths ging op 7 september 2024 in première op het Internationaal filmfestival van Toronto.